# 戀愛咒縛
「戀愛咒縛」（恋の呪縛）是日本的女子偶像組合Berryz工房的第5張单曲。2004年11月10日由PICCOLO TOWN发售。

## 概要
- 此單曲只有「CD ONLY」1個版本。
- 在11月22日於公信榜單曲週排行榜取得第13位。

## 收錄内容

### CD ONLY
1. 戀愛咒縛
（作詞・作曲：淳君 編曲：平田祥一郎）
2. 熱情 E-CHA E-CHA（パッション E-CHA E-CHA）
（作詞・作曲：淳君 編曲：平田祥一郎）
3. 戀愛咒縛（Instrumental）